# Giannis D
Le Giannis D, anciennement appelé Shoyo Maru et Markos, est un vraquier grec construit en 1969.
En 1983, il a coulé en mer Rouge sur le récif Sha'b Abu Nuhas.
Son épave est devenue un site de plongée sous-marine.

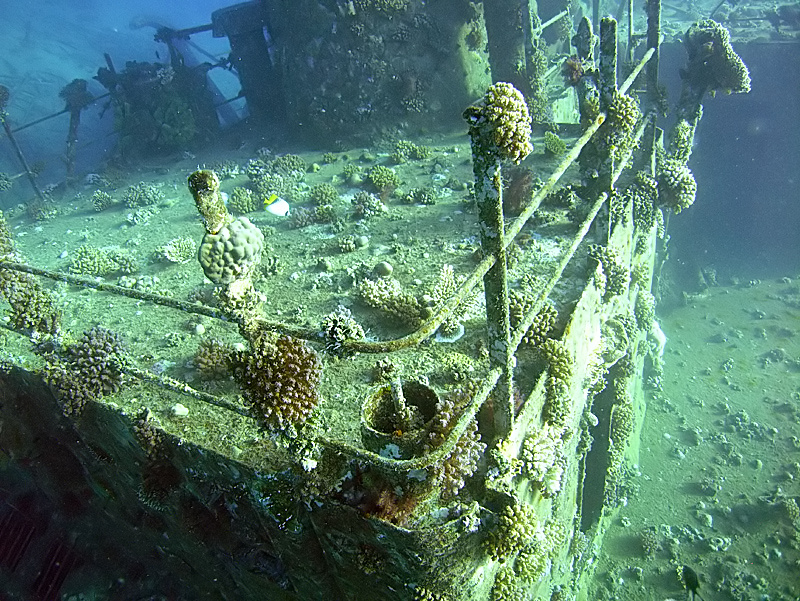
Épave du Giannis D.